# Административна подела Гамбије
Гамбија је подељена на шест округа (енгл. Division). Окрузи су подељени на 37 области (енгл. Districts). 
Окрузи су:
1. Доња Река
2. Средња Река
3. Северна Обала (North Bank)
4. Горња Река
5. Запад
6. Шира околина Банџула

Следи списак округа са својим областима:

## Шира околина Банџула
- Банџул
- Канифинг

## Средња Река
- Западни Фуладу
- Џанџанбурех
- Доњи Салум
- Нијамина Данкунку
- Источна Нијамина
- Западна Нијамина
- Нијани
- Нијаниџа
- Сами
- Горњи Салум

## Доња Река
- Средња Џара
- Источна Џара
- Западна Џара
- Средњи Кијанг
- Источни Кијанг
- Западни Кијанг

## Северна Обала
- Средњи Бадибу
- Џокаду
- Доњи Бадибу
- Доњи Нјуми
- Горњи Бадибу
- Горњи Нјуми

## Горња Река
- Источни Фуладу
- Кантора
- Санду
- Вули

## Запад(Западни округ)
- Фони Бинтанг-Каренаи
- Фони Бондали
- Фони Брефет
- Фони Џарол
- Фони Кансала
- Средњи Комбо
- Источни Комбо
- Северни Комбо (Комбо Света Марија)
- Јужни Комбо